# Costarainera
Costarainera (ligur nyelven A Còsta) egy olasz község a Liguria régióban, Imperia megyében.

## Földrajz
Costarainera 240 méteres tengerszint feletti magasságon, Imperiától 12 km-re helyezkedik el. Az antik városrészek a dombon, a modern részek pedig a Ligur-tenger partján terülnek el.

## Látnivalók

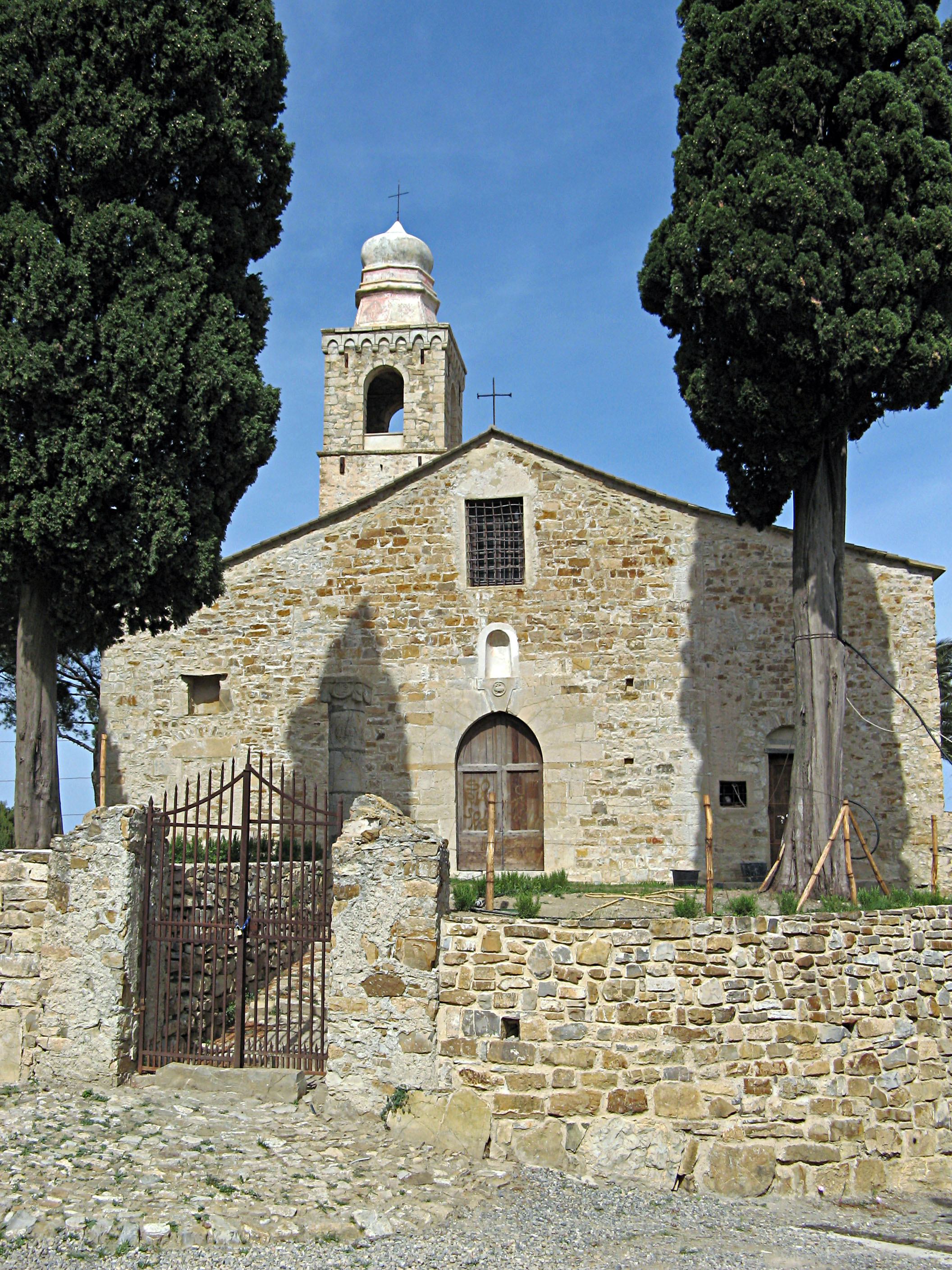
Sant'Antonio templom

- San Giovanni Battista templom a 18. századból
- San Sebastiano templom a 12. századból
- Sant'Antonio templom a 12.-13. századból

## Gazdaság
Legjelentősebb bevételi forrása az idegenforgalom, valamint a mezőgazdaság. Olivát termesztenek, fejlett a virágkertészet és a borászat.

## Közlekedés
Megközelíthető az A10 autópályán (lehajtó: Imperia), és az SS1 autóúton. Legközelebbi vasútállomás Imperia-Porto Maurizio a Genova-Ventimiglia vasútvonalon.

## Fordítás
- Ez a szócikk részben vagy egészben  a   Costarainera című olasz Wikipédia-szócikk fordításán alapul.  Az eredeti cikk szerkesztőit annak laptörténete sorolja fel. Ez a jelzés csupán a megfogalmazás eredetét és a szerzői jogokat jelzi, nem szolgál a cikkben szereplő információk forrásmegjelöléseként.